# Quando facevo la cantante
Quando facevo la cantante 1996-2018 è il quindicesimo album della cantante italiana Antonella Ruggiero, pubblicato il 20 novembre 2018 da Liberamusic.

## Descrizione
Quando facevo la cantante 1996-2018 è un'opera che racchiude 115 brani del repertorio di Antonella Ruggiero, registrati dal vivo o in studio dal 1996, anno di inizio della sua carriera solista, al 2018. Si tratta per la maggior parte di versioni inedite di canzoni della discografia di Antonella Ruggiero, a cui si aggiungono alcuni brani eseguiti in concerto ma mai pubblicati in precedenza dalla cantante.
Quando facevo la cantante 1996-2018 è pubblicata sotto forma di cofanetto. Le canzoni sono divise in 6 CD, corrispondenti ad altrettante aree tematiche: La canzone dialettale e popolare, brani provenienti dalla tradizione musicale italiana; Le mie canzoni, canzoni del repertorio attuale e passato di Antonella Ruggiero; La canzone d'autore, canzoni italiane eseguite da Antonella Ruggiero, in buona parte stabilmente presenti nel repertorio live della cantante; Canzoni dal mondo, canzoni del repertorio internazionale di Antonella Ruggiero; Il sacro e il classico, brani provenienti dal mondo della musica classica o di ispirazione religiosa; Le stranezze, brani dagli arrangiamenti molto particolari o comunque difficilmente collocabili nelle precedenti categorie.
Il cofanetto dell'opera, oltre ai 6 dischi, contiene un volume di fotografie, informazioni e aneddoti raccolti nel tempo dal produttore di Antonella Ruggiero, Roberto Colombo. Il volume contiene anche tutti i testi delle canzoni presenti nei CD.

## La storia
"L'idea di raccogliere parte degli innumerevoli brani suonati e realizzati dal 1996, anno in cui ho ripreso la mia attività in veste di solista, al 2018, è venuta a Roberto Colombo.
Una sera mi dice: senti, dobbiamo farci un regalo, sarebbe giusto realizzare una raccolta di brani di diversa natura che sia un racconto sonoro di ciò che è avvenuto.
Ci pensai un po', e mi resi conto che le esperienze fatte in questi anni sono tali e tante e di natura così diversa che sarebbe stato giusto metterle a disposizione di chi ama la musica e ne ricerca le espressioni più disparate.
Ho conosciuto Colombo nei primi anni '80 e da allora, da quando ho ascoltato per la prima volta i suoi arrangiamenti, in quel caso di Tango e Aristocratica, mi sono resa conto di quanta inventiva sia capace. Lui prende le parti musicali, le seziona, mescola i suoni, lavora sui dettagli, tagliando, aggiungendo, sovrapponendo, eliminando, assemblando, come un artista visuale.
Senza limiti o confini stilistici."

## Partecipazioni
Quando facevo la cantante è stato realizzato con la partecipazione di (in ordine alfabetico): Arkè String Quartet, Andrea Bacchetti, Banda Osiris, Coro Sant’Ilario, Coro Valle dei Laghi, Francesco Buzzurro, Francesco Cafiso, Ramberto Ciammarughi, Ivan Ciccarelli, Luca Colombo, Roberto Colombo, Maurizio Colonna, Paolo Di Sabatino, Davide Cavuti, Ensemble Hyperion, Claudio Fasoli, Bebo Ferra, Riccardo Fioravanti, Frank Gambale, Francesco Giunta, Guitart, Mark Harris, Hathor Plectrum Quartet, Italian Saxophone Orchestra, Giuseppe Milici, Gabriele Mirabassi, Orchestra Cantelli, Orchestra del Teatro Massimo di Palermo, Orchestra dell’Accademia Naonis di Pordenone, Orchestra Sinfonica Abruzzese, Orchestra Sinfonica di Brescia, Palast Orchester, Polifonica Santa Cecilia di Sassari, I Pomeriggi Musicali, Renzo Ruggieri, I Virtuosi Italiani, Fabio Zeppetella.

## Tracce
Disco 1 - LA CANZONE DIALETTALE E POPOLARE
1. Avò! L’Amuri mio – 4:13 (Balistreri, Russo)
2. Crêuza de mä – 3:53 (Pagani, De André)
3. Vola vola – 4:11 (Dommarco)
4. Ai preât la biele stele – 3:21 (Escher)
5. La pastora e il lupo – 4:59 (Tradizionale)
6. O mia bela Madunina – 3:44 (D’Anzi)
7. Santa Lucia luntana – 4:20 (Mario)
8. No potho reposare – 3:05 (Sini, Rachel)
9. Adasciu adasciu cala lu suli – 3:43 (Giunta)
10. Ma se ghe penso – 6:18 (Cappello, Margutti)
11. Crapa pelada – 2:46 (Gorni Kramer)
12. Ninna nanna – 2:37 (Tradizionale)
13. Li me jorna – 3:14 (Giunta)
14. In libertà ti lascio – 2:57 (Cassano, Patruno)
15. Tapum – 3:22 (Tradizionale)
16. Cjant de l’aisciuda – 3:18 (Chiocchetti)
17. Amara terra mia – 4:17 (Bonaccorti, Modugno, Marini)
18. Vola colomba – 3:54 (Cherubini, Concina)

Durata totale: 68:12
Disco 2 - LE MIE CANZONI
1. Di un amore – 4:19 (Volpe, Ruggiero)
2. Echi d'infinito – 4:52 (Kaballà, Venuti)
3. In volo – 7:03 (Fossati, Ruggiero, Colombo)
4. Vacanze romane – 4:52 (Golzi, Marrale)
5. Non ti dimentico – 3:52 (Kaballà, Ruggiero, Colombo)
6. L'impossibile è certo – 4:37 (Colombo, Nelson, Contrini, Massera)
7. C’è tutto un mondo intorno – 5:25 (Golzi, Stellita, Ruggiero, Cassano, Marrale)
8. Canzone fra le guerre – 3:31 (Carrara, Ruggiero, Carrara)
9. Di perle e di inverni – 3:21 (Ferretti, Ruggiero, Colombo)
10. E direi che non c'è – 3:41 (Milzani, Ferrario, Grilli)
11. Cavallo bianco – 4:23 (Stellita, Cassano, Marrale)
12. Occhi di bambino – 4:46 (Ruggiero, Cantini)
13. Amore lontanissimo – 4:09 (Ruggiero, Colombo)
14. Ti sento – 3:47 (Stellita, Marrale, Cossu)
15. Nel silenzio che c'è – 4:28 (Ferrario, Grilli, Milzani)

Durata totale: 67:06
Disco 3 - LA CANZONE D’AUTORE
1. Impressioni di settembre – 4:31 (Mogol, Pagani, Mussida)
2. La canzone dell’amore perduto – 4:16 (De André)
3. Genova per noi – 3:21 (Conte)
4. Portami tante rose – 4:06 (Galdieri, Bixio)
5. Tornerai – 4:09 (Rastelli, Olivieri)
6. Auschwitz – 5:44 (Guccini)
7. Il disertore – 4:20 (Vian, Calabrese)
8. Parlami d'amore Mariù – 4:59 (Neri, Bixio)
9. Tu, musica divina – 5:01 (Bracchi, D’Anzi)
10. Ma l’amore no – 3:20 (Galdieri, D’Anzi)
11. La sedia di lillà – 5:22 (Fortis)
12. Mi sono innamorata di te – 5:01 (Tenco)
13. Silenzioso slow (Abbassa la tua radio) – 3:22 (Bracchi, D’Anzi)
14. Io credo, io penso, io spero – 4:31 (De Angelis, C. Di Giuseppe, Testoni)
15. Non ti scordar di me – 3:39 (De Curtis, Furnò)
16. Guarda se io – 3:38 (Tenco)
17. La musica è finita – 3:41 (Bindi, Nisa, Califano)

Durata totale: 73:01
Disco 4 - CANZONI DAL MONDO
1. Nuova terra – 4:17 (Fossati, Ruggiero, Colombo)
2. Sodade – 3:46 (Zeferino Soares)
3. If I were a rich man – 2:25 (Harcnick, Bock)
4. Tea for two – 3:50 (Caesar, Youmans)
5. Linda mimosa – 3:07 (Ibanez, Chantre)
6. Shir Hanoded – 3:36 (Shimoni, Nardi / adattamento in italiano di A. Ruggiero)
7. Summertime – 3:57 (DuBose Heyward, Ira Gershiwin, George Gershwin)
8. Barco negro – 4:26 (Velha, Piratini, Mourao Ferreira)
9. Coimbra – 3:53 (Galhardo, Ferrao)
10. Alfonsina y el mar – 5:20 (Luna, Ramirez)
11. To tango tis Nefelis – 4:16 (Alexiou, McKennitt)
12. Malena – 3:06 (Manzi, Demare)
13. Oy Belz (Mayn shtetele Belz) – 3:11 (Jacobs, Olshanetsky)
14. Tumbalalaika – 2:38 (Tradizionale)
15. Blue moon – 4:21 (Rodgers, Hart, Bracchi)
16. Fontana di Trevi – 3:33 (Styne, Cahn, Devilli)
17. Kinder yorn (Anni d’infanzia) – 4:36 (Gebirtig / adattamento in italiano di A. Ruggiero)
18. Balada do sino – 3:21 (Zeca)
19. Amapola – 3:53 (Lacalle)

Durata totale: 71:32
Disco 5 - IL SACRO E IL CLASSICO
1. Notte – 5:16 (Cognolato)
2. Sogno d’or – 4:08 (Marsili, Puccini / rielaborazione di F. Buzzurro)
3. Il sogno di Maria – 4:51 (Reverberi, De André)
4. Sanctus – 3:56 (Donaggio)
5. Agnus Dei – 2:20 (Ramirez)
6. Kyrie – 3:29 (Haazen)
7. Ave Maria – 3:01 (De André)
8. Nos padre – 4:32 (Camardi)
9. Deus ti salvet Maria – 4:20 (Tradizionale)
10. Gaudete – 3:25 (Tradizionale)
11. Respondemos – 4:49 (Tradizionale)
12. Sognando – 4:19 (Ciprì, Enderle)
13. Ombra mai fu – 2:46 (Haendel)
14. Attesa – 4:12 (Ruggiero, Colombo)
15. Corale cantico – 2:42 (Fossati, Ruggiero, Colombo)
16. Tre madri – 4:38 (P Reverberi, De André)
17. Sole lucente – 3:47 (Nisa, Cicognini)
18. Una romantica avventura – 2:24 (Bistolfi, Cicognini)
19. And will you love me? – 4:25 (Morricone, Riche)

Durata totale: 73:20
Disco 6 - LE STRANEZZE
1. Mircau – 3:20 (Ferra)
2. Bon voyage – 4:14 (Gambale)
3. Solo – 5:11 (Zamboni, Rossi)
4. Strada nel bianco – 3:48 (Goldin, Colombo)
5. Aleppo – 3:16 (Ruggiero)
6. Crescono i fagiolini – 3:16 (Bagini, Carlone)
7. Una storia per un sogno – 1:46 (Gindro)
8. Papaveri e papere – 2:39 (Aminta, Panzeri, Mascheroni)
9. Due spie – 4:01 (Travaglio, Cibelli, Corvino, Ruggiero)
10. Il sole al Nadir – 3:37 (Pivio, De Scalzi)
11. Tulku – 3:21 (Ruggiero)
12. Preludio – 1:10 (Lorenzini)
13. Aria di Titania – 1:44 (Lorenzini, Monti Colla)
14. Mondovisioni – 3:29 (Ianne)
15. Madredea – 4:39 (Radeghieri, Bonacini, Dieni)
16. Mi sono innamorata – 2:09 (Gindro)
17. La nascita – 4:19 (Zamboni, Colombo)
18. L’esigenza – 3:47 (Salameh, Lobaccaro, Pipino)
19. Aguargento – 4:10 (Di Francia)
20. Niente di noi - Il canto dei Catari – 3:27 (Cattaneo, Richiero)
21. Figlie – 3:40 (Goldin, Colombo)
22. Luglio, Agosto, Settembre nero – 5:06 (Sassi, Area)

Durata totale: 76:09